# Élection présidentielle française de 1906
L'élection présidentielle française du 17 janvier 1906 vise à choisir pour sept ans le successeur d'Émile Loubet, président sortant ne briguant pas un second mandat. Elle se tient au suffrage indirect, conformément aux lois constitutionnelles de 1875.
Président du Sénat investi par la majorité parlementaire du Bloc des gauches, le modéré Armand Fallières est élu au premier tour avec 53 % des suffrages exprimés, face au radical dissident Paul Doumer, président de la Chambre des députés appuyé par une partie du centre et de l'opposition de droite.
Cette élection présente deux particularités : elle oppose pour la première fois les présidents respectifs des deux chambres du Parlement et présente le paradoxe d'un modéré investi par la gauche affrontant un radical soutenu par la droite.

## Contexte
Sous la présidence d’Émile Loubet (1899-1906), les radicaux s’allient à une fraction dreyfusarde des progressistes (parti de l’Alliance républicaine démocratique) et à une partie des socialistes pour former le Bloc des gauches.

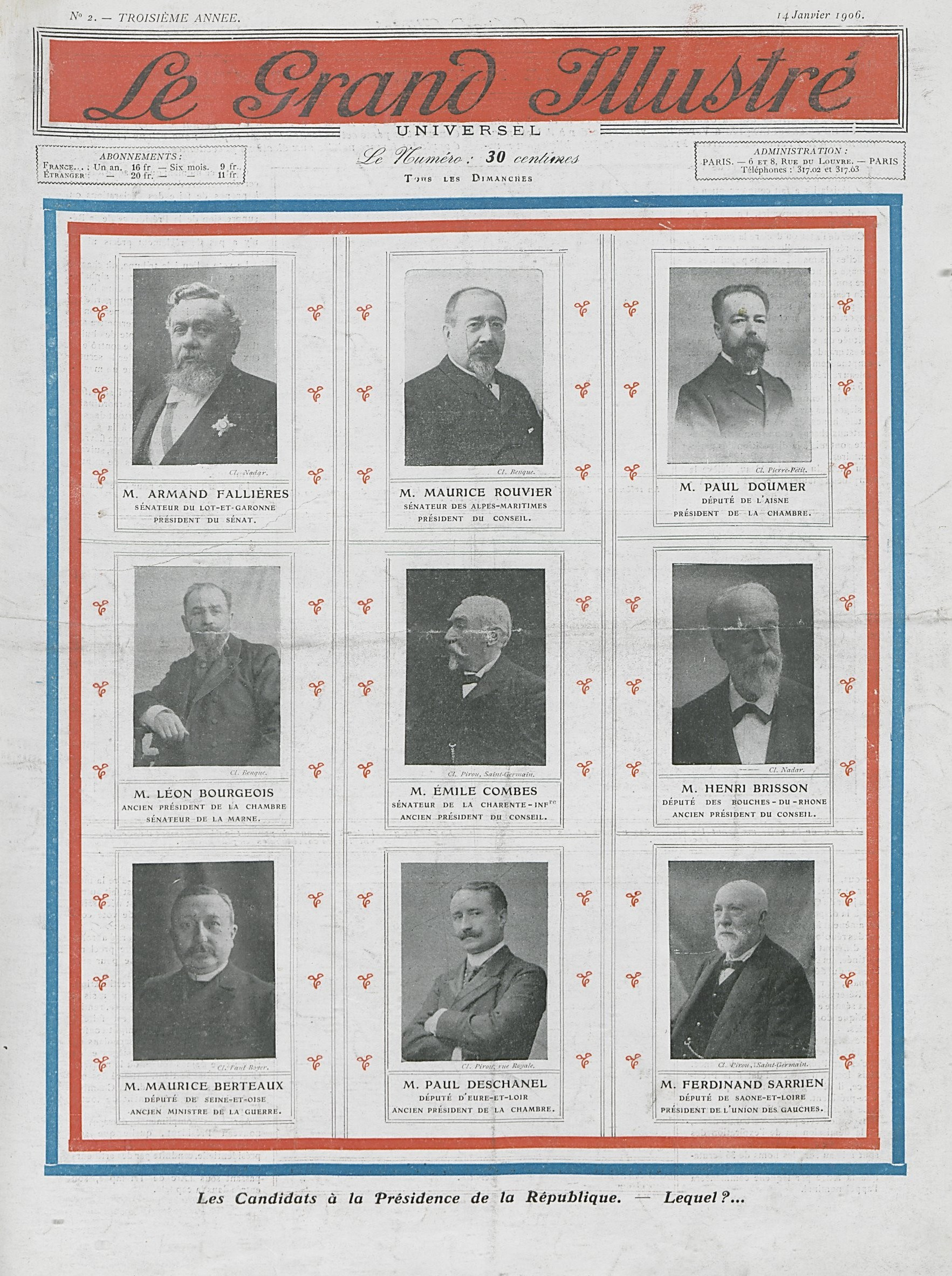
Le Grand Illustré du 14 janvier 1906 présentant les possibles candidats à la présidence de la République.

Majoritaire depuis les élections législatives de 1902, cette coalition est soudée par un certain anticléricalisme, qui culmine avec le combisme avant d'entraîner le vote de la loi de séparation des Églises et de l'État. Cette politique, également soutenue par le socialiste Jean Jaurès (SFIO) via la Délégation des gauches, rencontre une très vive opposition des progressistes les plus modérés (Fédération républicaine), des nationalistes, des catholiques ralliés et des monarchistes.
Avant de connaître un relatif apaisement sous le second gouvernement Rouvier (assis sur une majorité élargie), les tensions entre les deux camps atteignent leur paroxysme lors de l'affaire des fiches. Or, lors de la séance du 28 octobre 1904 à la Chambre des députés, plusieurs députés de gauche font dissidence en votant avec le centre et la droite pour une proposition d'ordre du jour qui blâme le ministre de la Guerre, le général André. Parmi ces dissidents, se trouvent Noulens (auteur de la proposition), Millerand, Leygues, Lanessan, Caillaux, Baudin, Klotz, Barthou, Bos, Vazeille et Doumer.

## Candidatures hypothétiques

### Alliance républicaine démocratique
Lors de l'élection du président du Sénat du 12 janvier 1906, trois jours après la réélection du radical indépendant Paul Doumer à la présidence de la Chambre, les sénateurs réélisent à leur tour leur président sortant, en la personne du modéré Armand Fallières, qui obtient 173 voix sur 248, ce qui confère à celui-ci une légitimité comparable à celle de Loubet sept ans plus tôt, la présidence de la chambre haute étant vue comme prestigieuse.
Lors de ce scrutin, 17 voix se portent sur le chef du gouvernement en fonction, Maurice Rouvier, qui n’était pas candidat et apparaît ainsi comme un possible successeur d’Émile Loubet à l’Élysée. Cependant, face à l'hostilité de la gauche, Rouvier adresse un communiqué à l'agence Havas pour préciser qu'il n'est pas candidat à la présidence de la République,.
Certaines rumeurs évoquent d'autres participants, comme Paul Deschanel. D'autres observateurs prétendent que Loubet lui-même pourrait être sollicité en cas de ballotage, bien que le président sortant assure ne pas être candidat à un second mandat. 

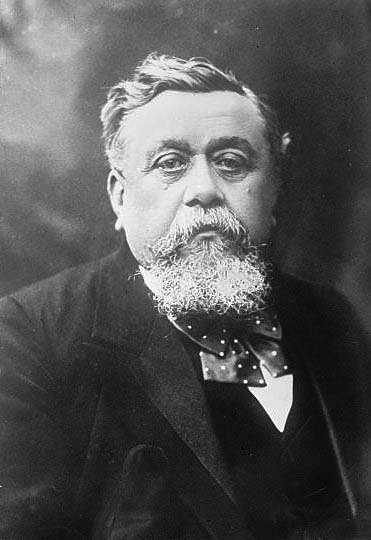
Armand Fallières (candidat officiel pour l'ARD).
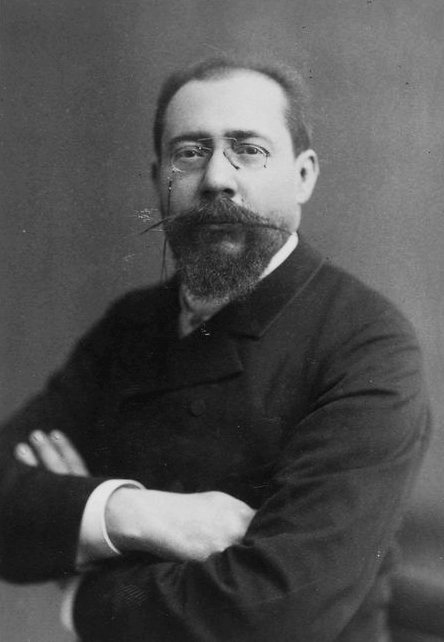
Maurice Rouvier (renonce à sa candidature).
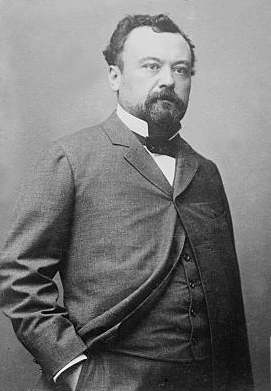
Jean Dupuy (renonce à sa candidature).
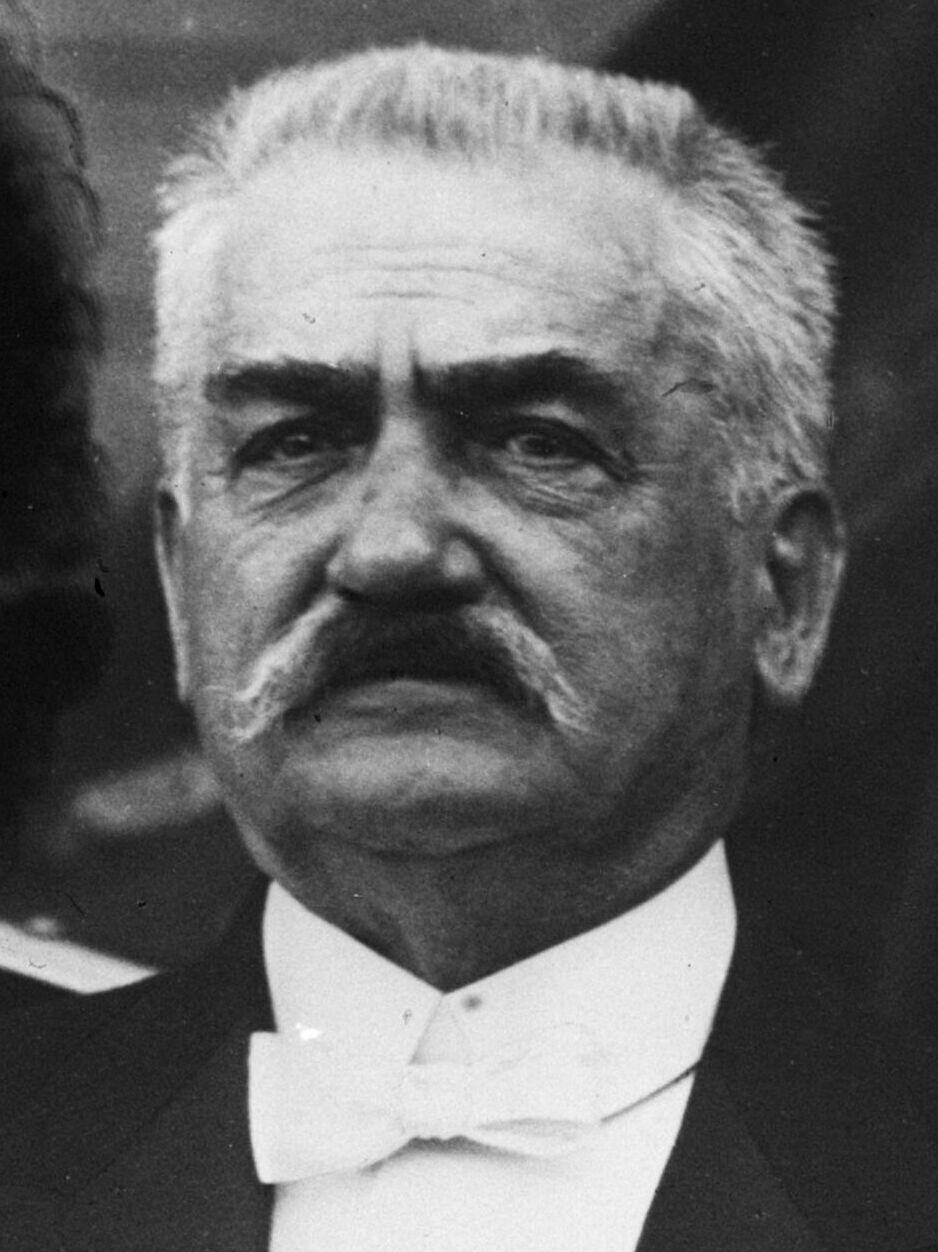
Eugène Étienne (renonce à sa candidature).
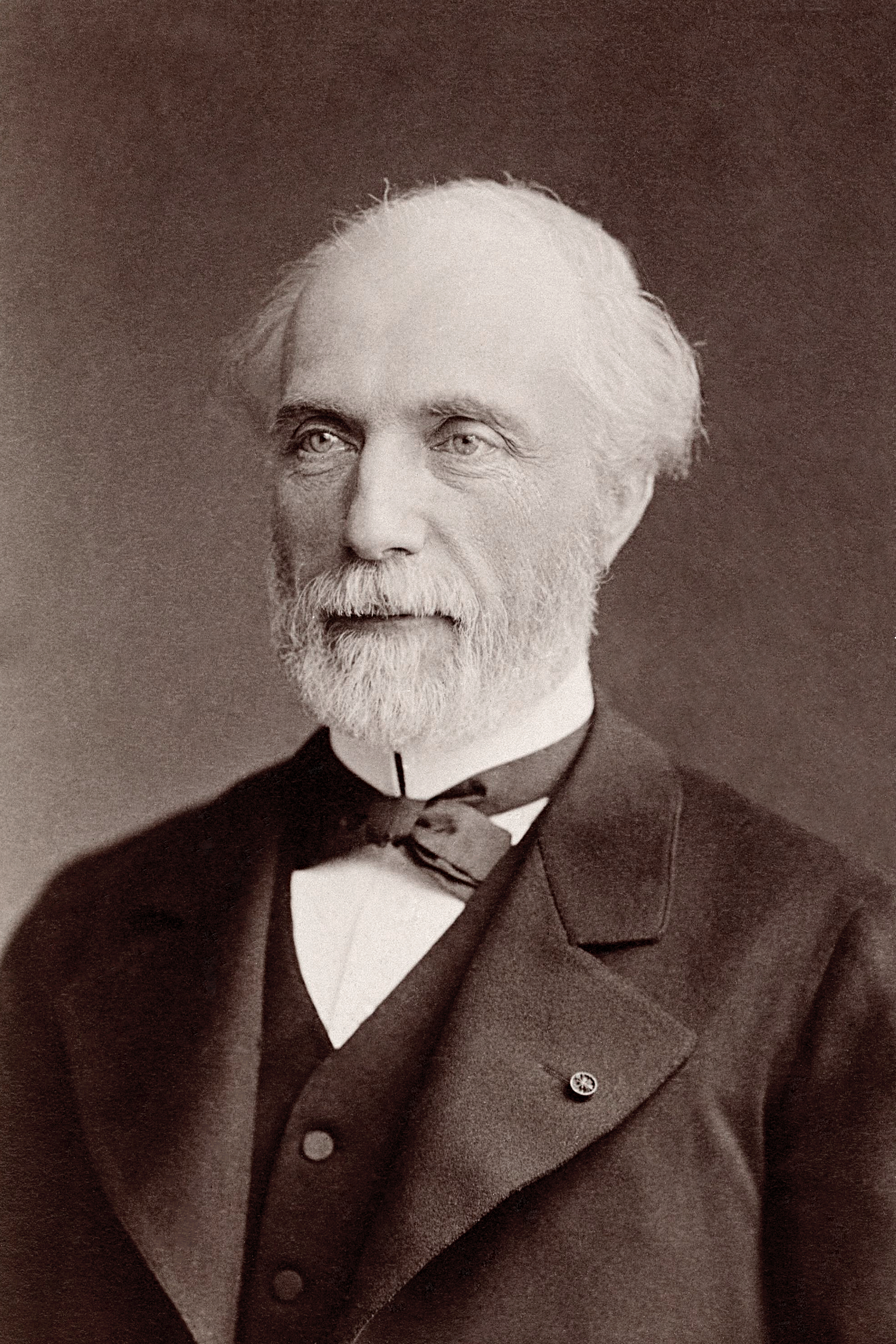
Charles de Freycinet (renonce à sa candidature).

| Candidats            | Candidats        | Partis | %     |
| -------------------- | ---------------- | ------ | ----- |
|                      | Armand Fallières | ARD    | 96,17 |
| Maurice Rouvier      | ARD              | 1,29   |       |
| Jean Dupuy           | ARD              | 1,07   |       |
| Eugène Étienne       | ARD              | 0,43   |       |
| Charles de Freycinet | ARD              | 0,21   |       |
|                      |                  |        |       |
| Total                | Total            | Total  | 100   |

### Radicaux
Les membres du conseil national de la Section française de l'Internationale ouvrière (SFIO) sont quant à eux divisés sur l'opportunité d'une candidature socialiste face aux deux candidats de la « bourgeoisie ». Jules Guesde, René Chauvin et Marcel Cachin y sont favorables, contrairement à Jean Jaurès, Jean Allemane et Édouard Vaillant, qui redoutent les conséquences d'une dispersion des voix républicaines. Les fédérations n'ayant pas été consultées sur ce point, il est finalement décidé de laisser les élus libres de leur vote.
Dans une moindre mesure, le radical Paul Peytral est perçu comme un candidat potentiel. D'autres grandes figures du mouvement radical sont citées, telles que Léon Bourgeois ou Émile Combes. Malgré le refus de Combes et le peu d'enthousiasme pour la candidature de Bourgeois, ce dernier fait figure de favori pour le Parti républicain radical et radical-socialiste (PRRRS). Néanmoins, la candidature du radical indépendant Paul Doumer bouleverse l'échiquier politique au sein des radicaux. Même si une partie non négligeable des élus du PRRRS accepte de le soutenir, d'autres, le jugeant trop clivant, préfèrent se tourner vers Bourgeois, malgré les réticences de celui-ci à se porter candidat.

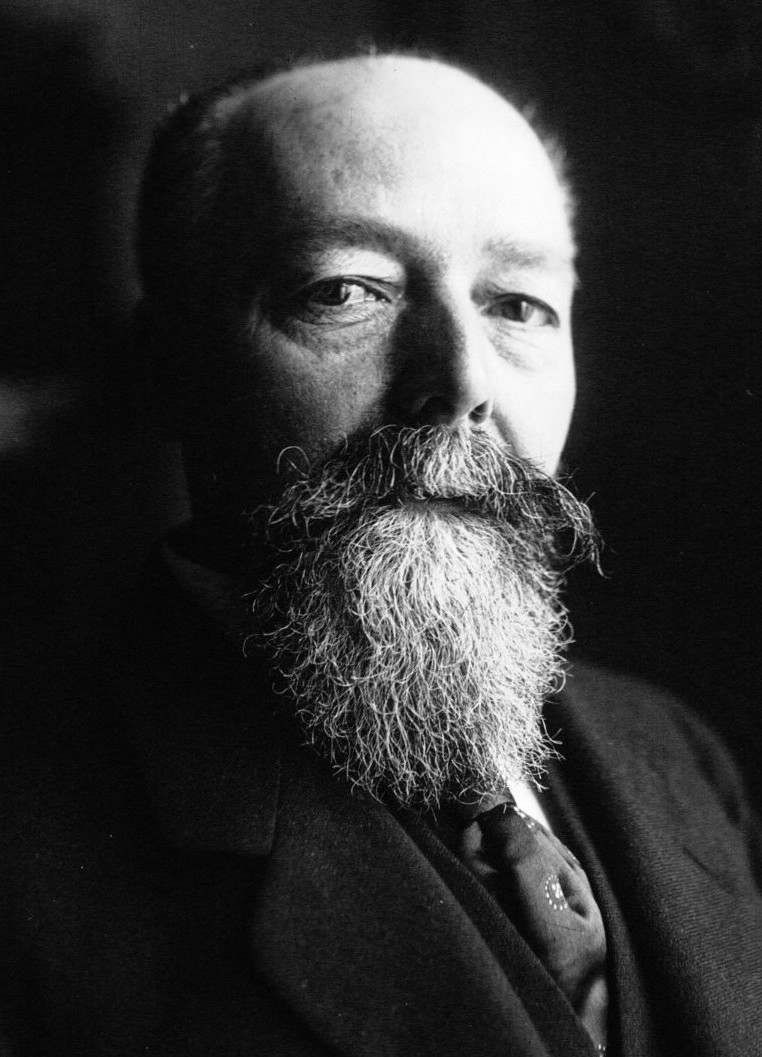
Paul Doumer (candidat radical indépendant).
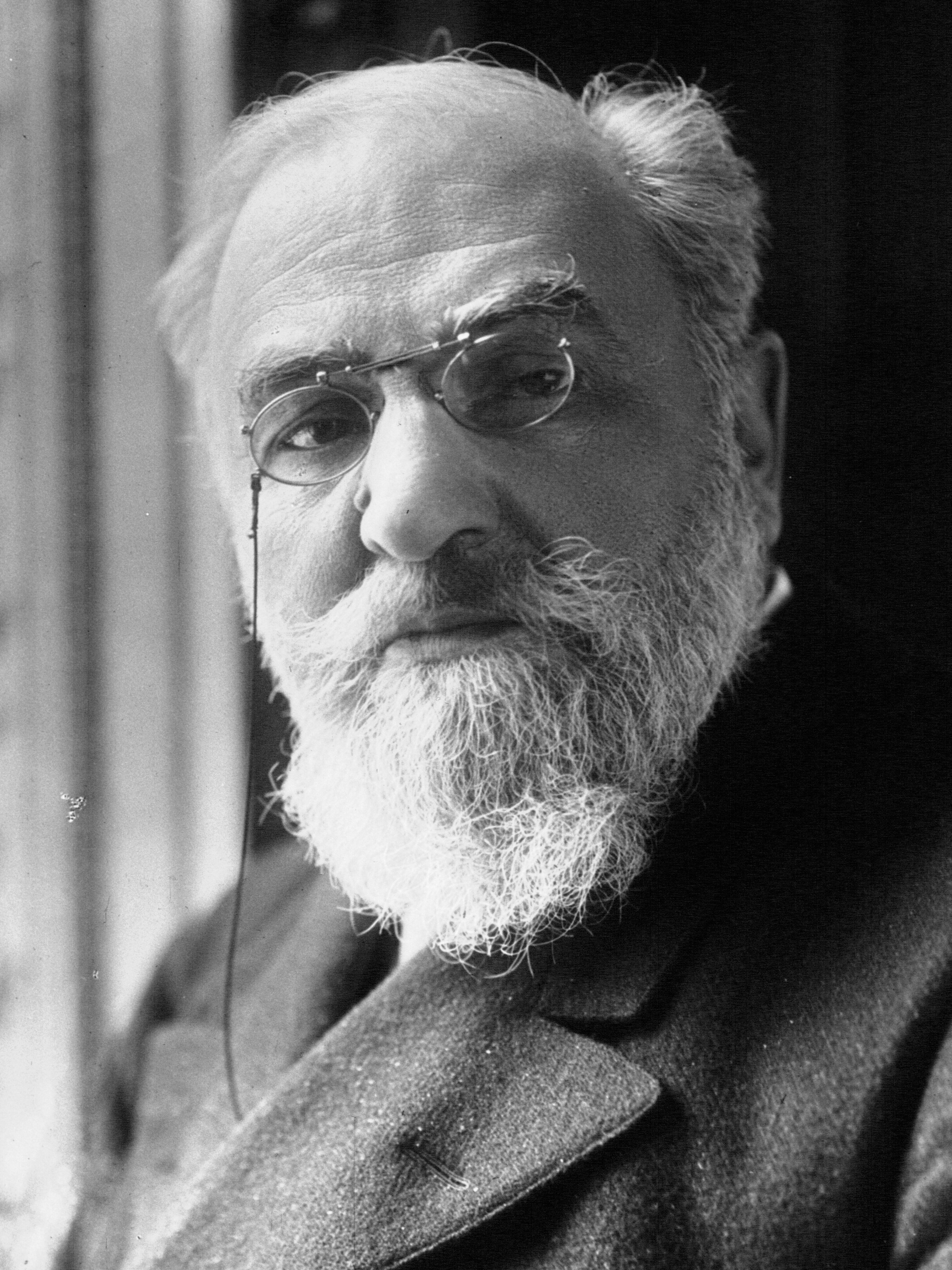
Léon Bourgeois (candidat radical-socialiste).
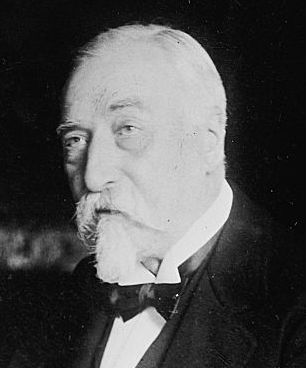
Émile Combes (renonce à sa candidature).
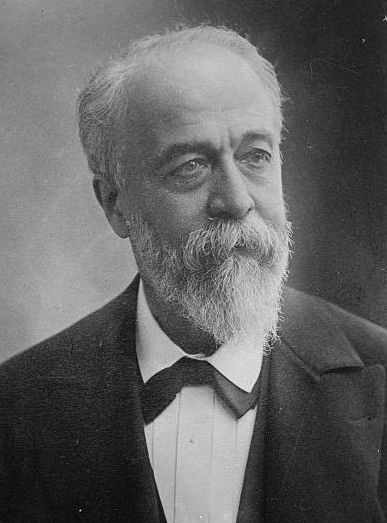
Henri Brisson (renonce à sa candidature).
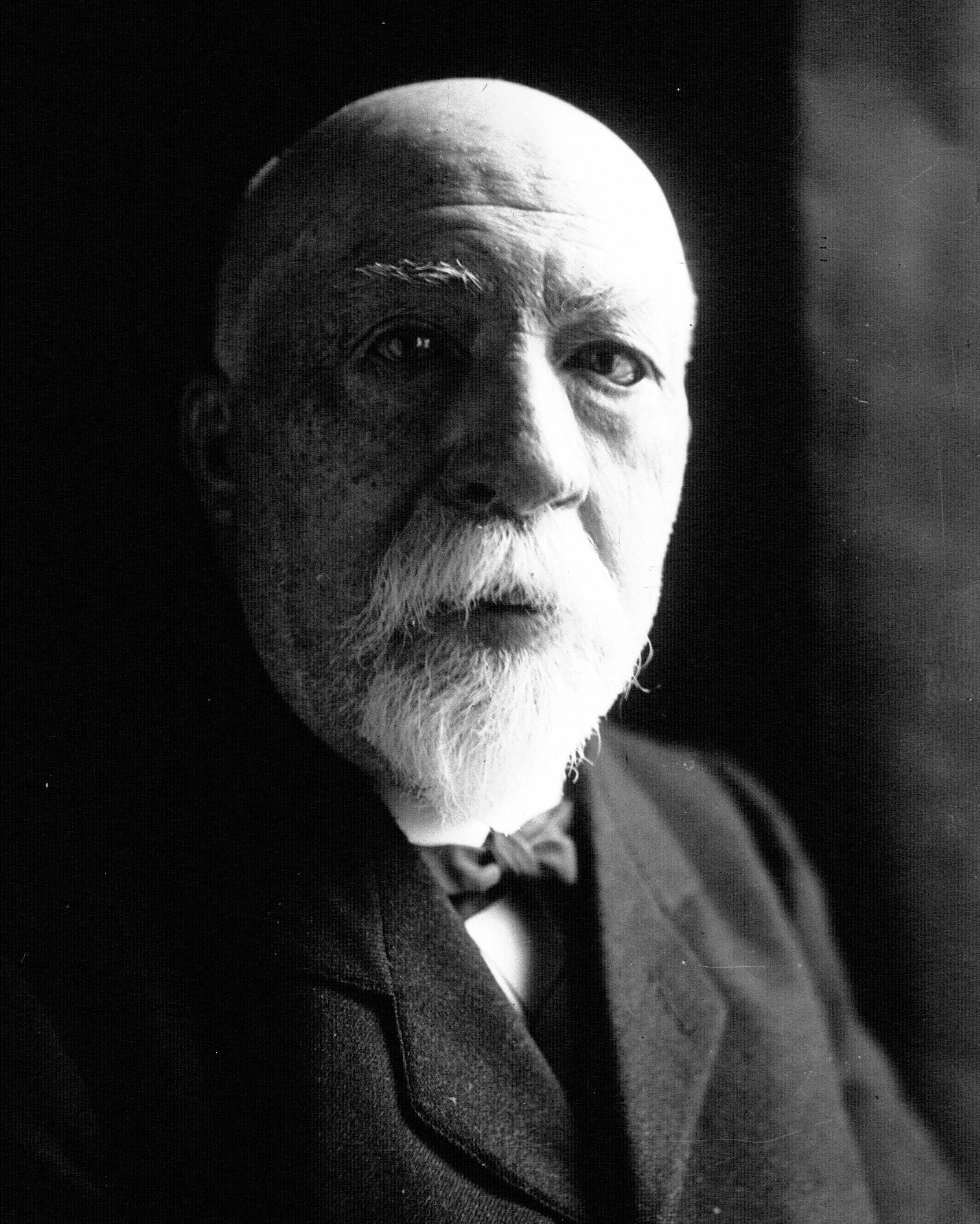
Ferdinand Sarrien (non candidat).
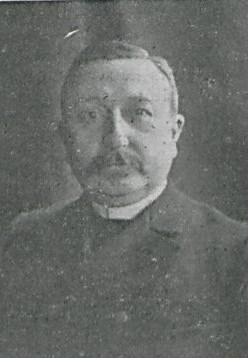
Maurice Berteaux (non candidat).

| Candidats     | Candidats      | Partis | %     |
| ------------- | -------------- | ------ | ----- |
|               | Paul Doumer    | RI     | 81,27 |
|               | Léon Bourgeois | PRRRS  | 17,87 |
| Émile Combes  | PRRRS          | 0,42   |       |
| Henri Brisson | PRRRS          | 0,42   |       |
|               |                |        |       |
| Total         | Total          | Total  | 100   |

### Autres
D'autres personnalités sont également pressenties pour être candidates, comme l'ancien président du Conseil Alexandre Ribot, membre fondateur du parti de droite conservatrice Fédération républicaine. Cependant, l'évolution des positions du radical indépendant Doumer poussent certains élus de droite à se ranger derrière sa candidature. En conséquence, Ribot renonce à se présenter officiellement et appelle à voter pour Doumer contre Fallières, soutenu par une partie du centre droit et du centre gauche.

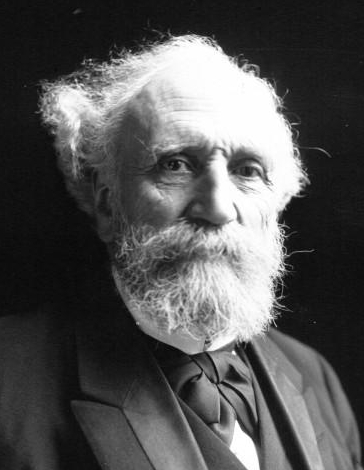
Alexandre Ribot (renonce à sa candidature).

## Candidats officiels

### Paul Doumer

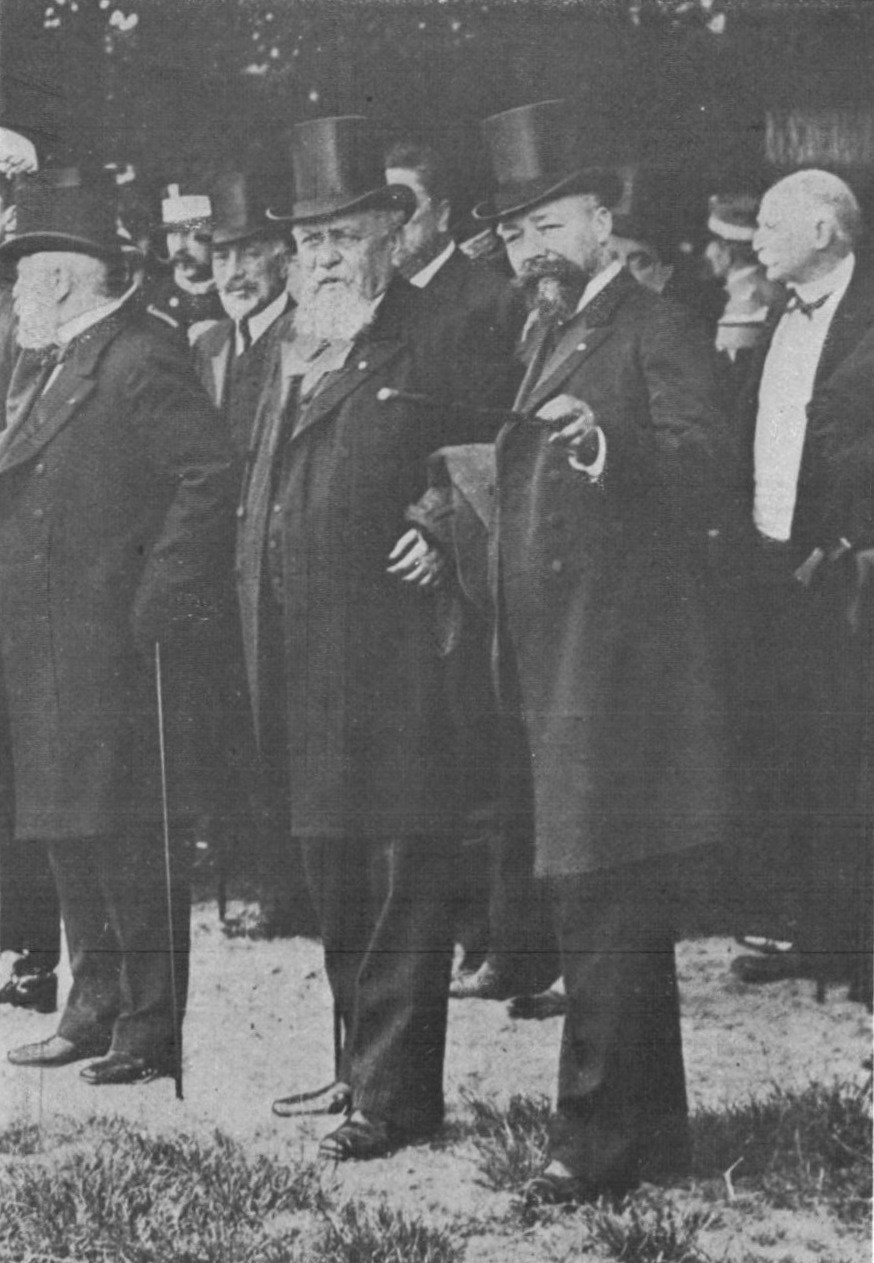
Fallières et Doumer photographiés côte-à-côte.

Figure centrale de l'éphémère gouvernement radical de Léon Bourgeois, thuriféraire du projet d'impôt sur le revenu, Doumer prend ses distances avec une grande partie de ses collègues de gauche à partir de 1897. Après avoir accepté le poste de gouverneur général de l'Indochine proposé par le modéré Méline, il entretient des rapports tendus avec le gouvernement Waldeck-Rousseau. En décalage avec l'attitude de la gauche au cours de l'affaire Dreyfus qui fait rage en métropole, il manifeste de la sympathie au clergé et à l'armée. Cette évolution était déjà soulignée avec complaisance par la presse conservatrice en 1900. Le radical Arthur Ranc avait alors réagi en écrivant : « Le Gaulois pose la candidature de M. Doumer à la présidence de la République clérico-nationaleuse ».
Après avoir failli être exclu du Parti radical en 1902 à la demande de Jean Bepmale (il l’est effectivement en 1905), Doumer effectue son retour dans l'arène politique en prenant la présidence de la commission des Finances et en se plaçant à la tête des radicaux modérés opposés au combisme. Dans un discours prononcé en mai 1904 (deux mois après avoir fustigé l'action de Camille Pelletan au ministère de la Marine), il critique ainsi cette politique anticléricale et proclame la nécessité d'être « des patriotes avant tout ». Dès lors, il peut être considéré comme un traître par de nombreux partisans du Bloc et, par conséquent, comme un allié objectif des opposants à cette majorité.
En dehors de ses amis politiques, Doumer peut donc compter sur le soutien d'une grande partie de l'opposition, mais aussi sur l'approbation discrète (niée lors des scrutins publics mais manifeste lors des scrutins secrets) des membres les plus modérés de la majorité, ce qui lui a permis de remporter le « perchoir » face à Henri Brisson en 1905. Il est d'ailleurs reconduit dans ses fonctions le 9 janvier 1906, par 287 voix contre 269 au candidat des gauches, Ferdinand Sarrien.

### Armand Fallières

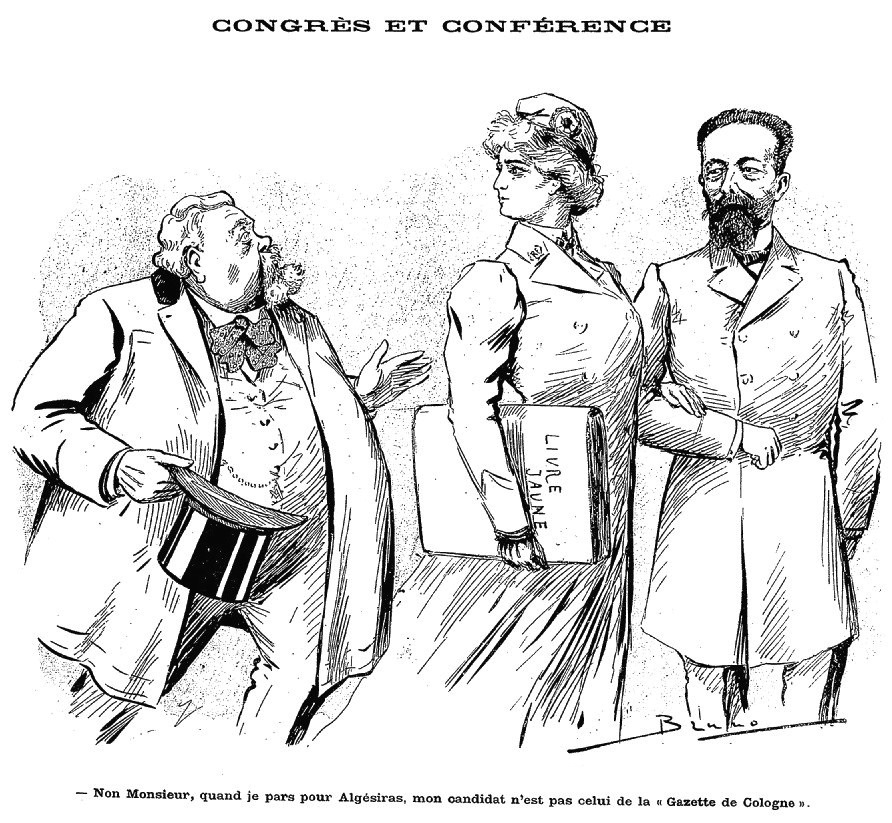
Caricature du dessinateur antimaçonnique Bruno à propos de l'élection présidentielle et de la conférence d'Algésiras.

Bien que très modéré (il est issu de l'opportunisme ferryiste), Fallières reste fidèle à la politique de « concentration républicaine » associant les opportunistes aux radicaux, allant jusqu'à siéger dans le groupe parlementaire de ces derniers, la Gauche démocratique. Plus dreyfusard que Doumer, il vote contre la loi de dessaisissement le 1er mars 1899, avant d'accepter de présider la Haute Cour chargée de juger les meneurs de l'agitation antidreyfusarde.
Son appartenance à la majorité et son absence de complaisance à l'égard de la droite nationaliste en font un candidat acceptable pour tous les partisans du Bloc. Ainsi, le radical indépendant Georges Clemenceau, pourtant très critique envers la politique de Combes, soutient Fallières contre Doumer, qu'il qualifie de « candidat de l’Église et de la monarchie ».
De plus, en tant qu'élu de Lot-et-Garonne, Fallières a la sympathie de nombreux parlementaires du Sud-Ouest.

### Léon Bourgeois
Élu à la Chambre des députés en 1888, Léon Bourgeois exerce ensuite plusieurs fonctions ministérielles. Nommé président du Conseil en 1895, il forme le premier gouvernement radical homogène, avec le soutien des républicains modérés, mais démissionne six mois après son investiture en raison de la contestation de sa politique par le Sénat, notamment mécontent du refus de Paul Doumer, alors ministre des Finances, de retirer son projet d’impôt sur le revenu. En 1906, à la veille de l'élection présidentielle, Bourgeois est ministre des Affaires étrangères dans le gouvernement Sarrien.
Malgré ses réticences, il apparaît comme une option aux radicaux qui refusent d'accorder leur voix à Doumer.

## Scrutin préparatoire
Un décret du 12 janvier 1906 convoque la réunion de l'Assemblée nationale à Versailles pour le 17 janvier afin d'élire le président de la République, qui doit entrer en fonction le 18 février suivant.

### Réunion plénière du 16 janvier

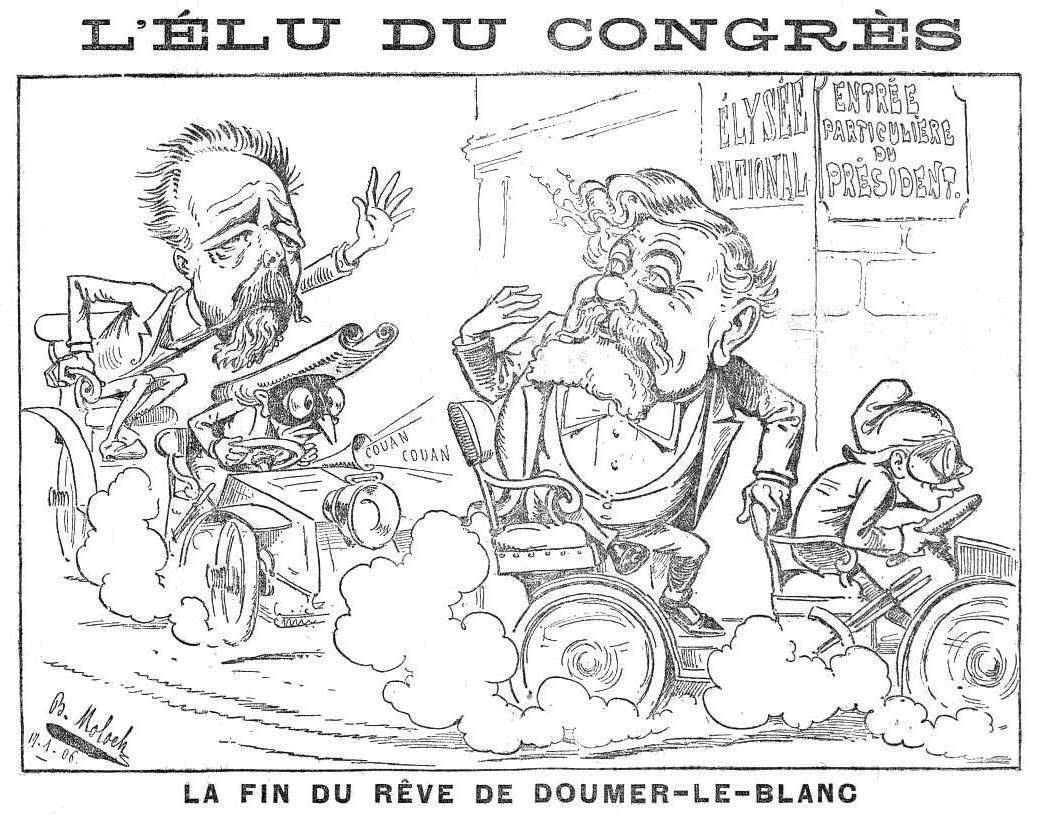
Caricature de Moloch.

Afin de désigner un candidat unique des républicains, les trois groupes républicains du Sénat (la Gauche démocratique, l'Union républicaine et la Gauche républicaine, respectivement présidés par Émile Combes, Antonin Dubost et Charles Prévet) organisent une « réunion plénière » le 16 janvier dans l'ancienne chapelle du palais du Luxembourg. Outre ces trois groupes sénatoriaux, six groupes de la Chambre des députés sont invités : le groupe progressiste présidé par Joseph Thierry, l'Union républicaine présidée par François Carnot, la Gauche radicale présidée par Sarrien, l'Union démocratique présidée par Georges Leygues, le groupe radical-socialiste présidé par Camille Pelletan et l'Extrême gauche radicale et socialiste présidée par Louis Puech, de même que les républicains « sauvages » (non-inscrits à un groupe). Au total, 717 parlementaires sont convoqués.
La participation des groupes de Prévet et Thierry, expressions parlementaires de la Fédération républicaine (centre droit), fait débat : elle est notamment critiquée, au centre droit, par René Bérenger, qui prône la liberté de vote, et, à gauche, par certains radicaux, tels que Pelletan, qui auraient préféré exclure ces adversaires au gouvernement Combes. Finalement, Prévet et Thierry s'accordent à dire que les progressistes ont leur place à la réunion plénière en tant que républicains mais que le résultat de cette concertation ne les engage pas.
Alors que certains parlementaires ont reçu des bulletins de vote au nom de Léon Bourgeois à son insu, l'ancien président du Conseil fait afficher une note désavouant clairement cette initiative. Étant donné l'absence d'enveloppes ainsi que l'existence de différences matérielles entre les bulletins de vote imprimés aux noms des deux candidats, le scrutin n'est pas vraiment secret.
Avec 416 suffrages contre 191 à Doumer et 42 à Bourgeois, Fallières est proclamé candidat des républicains.
| Candidat | Candidat         | Parti | Votes | %     |
| -------- | ---------------- | ----- | ----- | ----- |
|          | Armand Fallières | ARD   | 416   | 64,09 |
|          | Paul Doumer      | RI    | 191   | 29,42 |
|          | Léon Bourgeois   | PRRRS | 42    | 6,47  |
| Total    | Total            | Total | 649   | 100   |

### Réunion de l’Assemblée nationale du 17 janvier
Ainsi investi par la majorité des républicains, Fallières est déjà assuré du soutien de 416 des 868 parlementaires de l'Assemblée nationale, mais les partisans de Doumer — qui maintient sa candidature — gardent l'espoir de provoquer un ballotage.
Contrairement au congrès de 1899, le vote a lieu sans incident notable. Lors de la proclamation des résultats, le bonapartiste Cuneo d'Ornano réagit néanmoins à l'annonce du nombre de votants (849) en ajoutant : « […] sur onze millions de citoyens français ! ».

Vote de l'Assemblée nationale
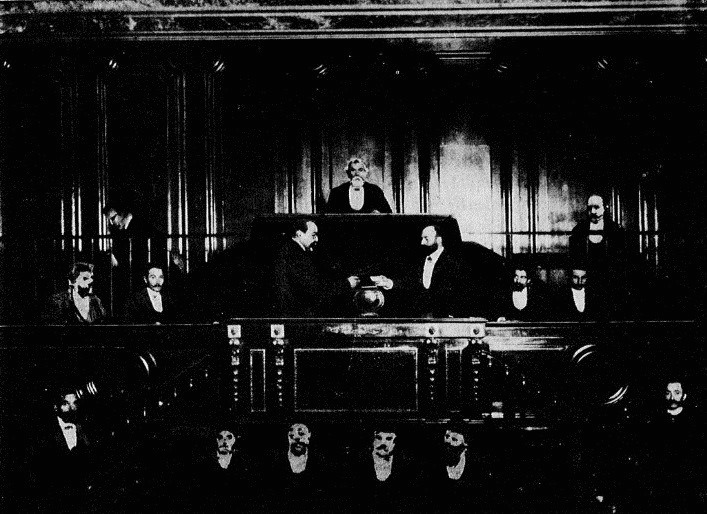
L'Assemblée nationale, présidée par Fallières et réunie dans la salle du Congrès.
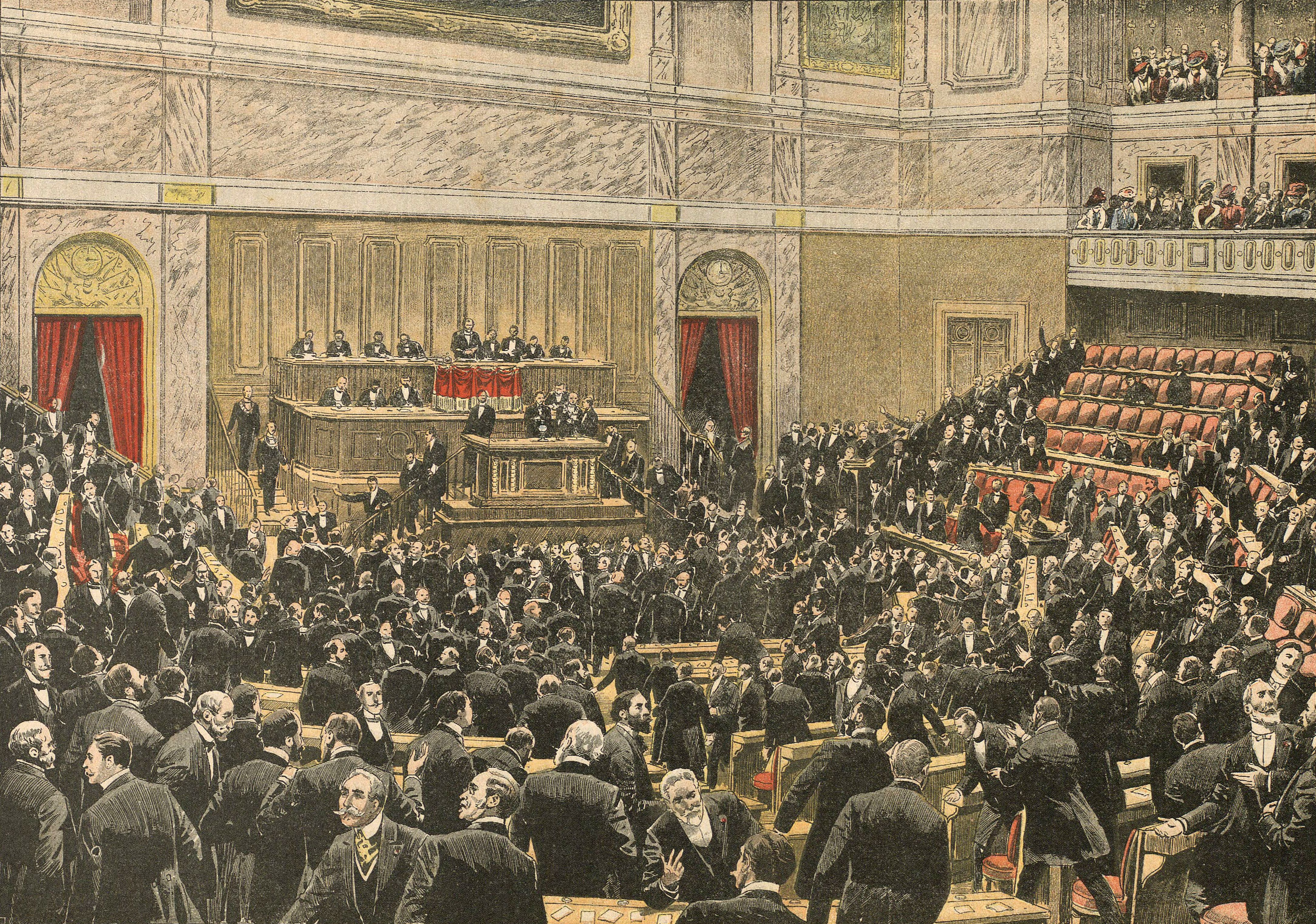
Les 849 parlementaires prenant part au vote, d'après une gravure du supplément illustré du Petit Journal.
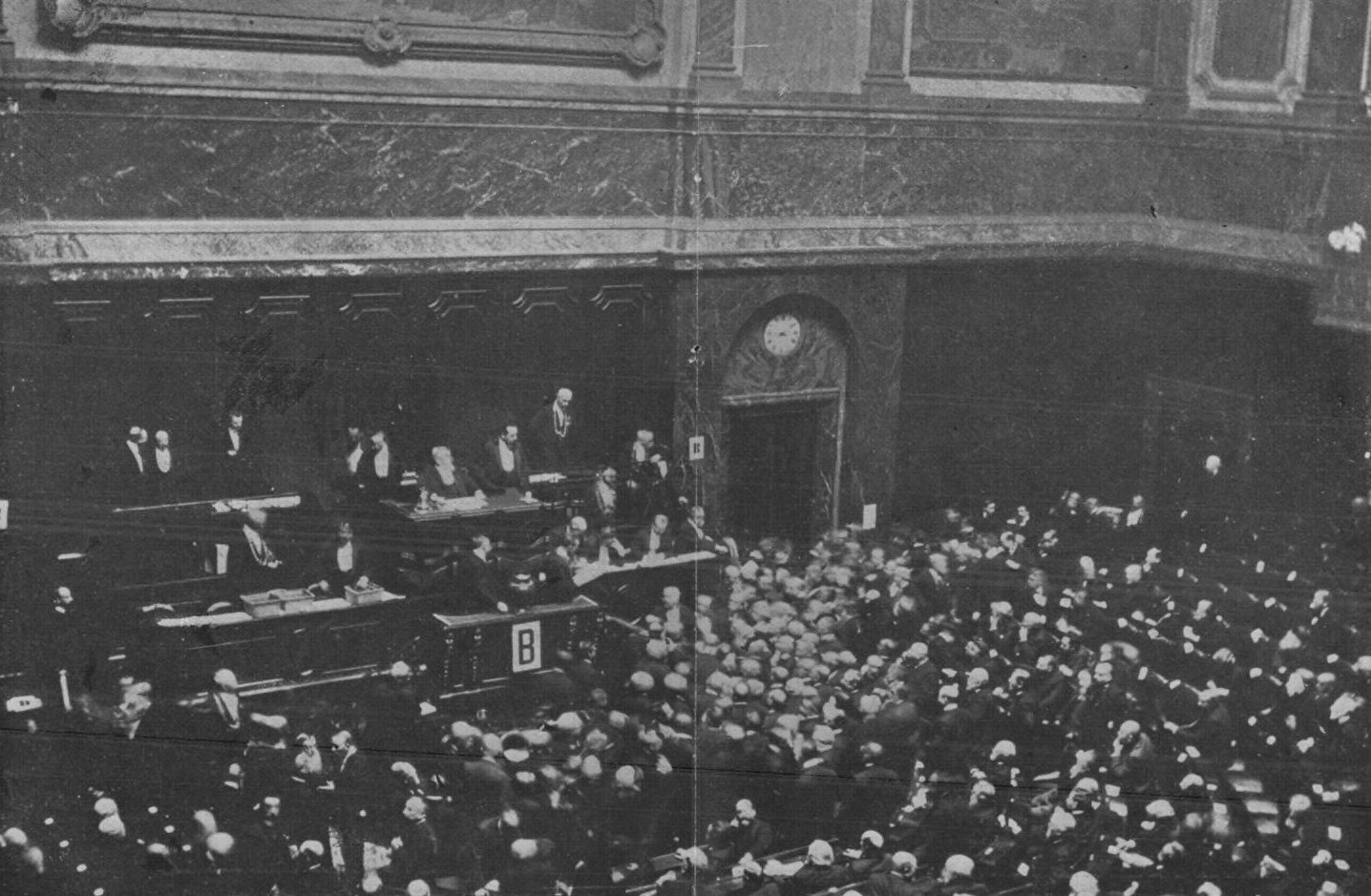
Photographie du vote des parlementaires dont le nom commence par la lettre B.

## Résultats de l'élection présidentielle
| Candidats            | Candidats            | Parti                | Premier tour | Premier tour |
| Candidats            | Candidats            | Parti                | Voix         | %            |
| -------------------- | -------------------- | -------------------- | ------------ | ------------ |
|                      | Armand Fallières     | ARD                  | 449          | 52,95        |
|                      | Paul Doumer          | RI                   | 371          | 43,75        |
|                      | Alexandre Ribot      | FR                   | 10           | 1,17         |
|                      | Maurice Rouvier      | ARD                  | 6            | 0,71         |
|                      | Jean Dupuy           | ARD                  | 5            | 0,58         |
|                      | Léon Bourgeois       | PRRRS                | 2            | 0,24         |
|                      | Eugène Étienne       | ARD                  | 2            | 0,24         |
|                      | Charles de Freycinet | Ind                  | 1            | 0,12         |
|                      | Émile Combes         | PRRRS                | 1            | 0,12         |
|                      | Henri Brisson        | PRRRS                | 1            | 0,12         |
|                      |                      |                      |              |              |
| Suffrages exprimés   | Suffrages exprimés   | Suffrages exprimés   | 848          | 99,88        |
| Votes blancs ou nuls | Votes blancs ou nuls | Votes blancs ou nuls | 1            | 0,12         |
| Total                | Total                | Total                | 849          | 100          |

Ayant dépassé de 24 voix la majorité absolue des suffrages, Armand Fallières est élu dès le premier tour avec près de 53 % des voix exprimées. Paul Doumer remporte quant à lui près de 44 % des suffrages.
Les 3 % restants se portent sur huit parlementaires qui n'étaient pas candidats. Une majorité relative de ces « voix perdues » s'est portée sur le libéral Alexandre Ribot (Fédération républicaine), pourtant non candidat et dont les amis, peu favorables au Bloc, n'ont cependant pas souhaité voter pour Doumer car celui-ci voulait affirmer l'autorité présidentielle. Bien que sans conséquence, ce vote manifeste l'existence d'un « tiers parti » informel au sein des modérés, clairement inscrit dans l'opposition à la majorité de gauche mais méfiant à l'égard de la droite nationaliste et cléricale.

## Suites
Comme prévu, Armand Fallières prend ses fonctions un mois après son élection, le 18 février 1906, son prédécesseur Émile Loubet l’accueillant au palais de l'Élysée pour la passation des pouvoirs. À l’instar de ce dernier, Fallières finit son septennat sans se porter candidat à sa réélection, ce qui permet à Raymond Poincaré d’être élu pour lui succéder.